# Virginia Raffaele

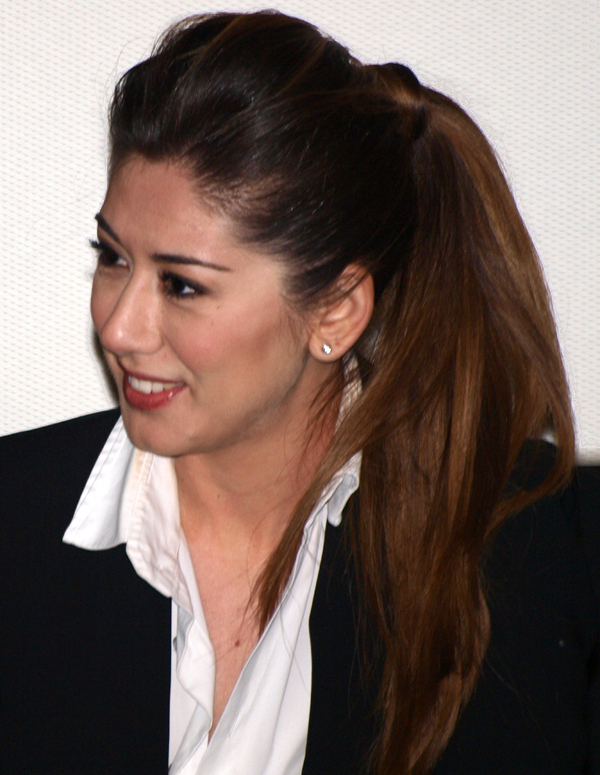
Virginia Raffaele 2012

Virginia Raffaele (* 27. September 1980 in Rom) ist eine italienische Komikerin und Schauspielerin, die besonders als Imitatorin bekannt wurde.

## Karriere
Raffaele wuchs im Zirkus-Umfeld auf. Später studierte sie Tanz an der Accademia nazionale di danza in Rom. Zusammen mit Francesca Milani und Danilo De Santis trat sie dann im Kabarett in Erscheinung und betätigte sich als Theaterschauspielerin. Mit dem Komikerduo Lillo & Greg trat sie sowohl in Theaterproduktionen als auch im Fernsehen auf. Sie spielte auch in diversen Fernsehserien mit. Ab 2009 arbeitete sie mit dem Komikertrio Gialappa’s Band in der Mai dire Grande Fratello Show auf Italia 1 und stellte ihr Talent für Imitationen Prominenter unter Beweis. Auch auf La7 wirkte sie in der Sendung Victor Victoria (mit Victoria Cabello) mit.
2010 moderierte Raffaele an der Seite von Luca Barbarossa und Andrea Perroni die Sendung Radio2 Social Club auf Rai Radio 2, ab 2011 konnte sie sich vor allem in der Fernsehsendung Quelli che il calcio auf Rai 2 einen Namen machen. Darüber hinaus war sie auch in Kinofilmen zu sehen, etwa in Faccio un salto all’Avana an der Seite von Francesco Pannofino oder in Fausto Brizzis Com’è bello far l’amore. 2012 moderierte sie zusammen mit Pannofino das traditionelle Konzert des 1. Mai in Rom, übertragen auf Rai 3. Ihre vielen Imitationen von insbesondere Politikern führten in diesen Jahren immer wieder zu Kontroversen.
Bei der ersten Ausgabe der MTV Awards 2013 in Florenz fungierte Raffaele als Moderatorin, außerdem war sie in diesem Jahr im Film L’ultima ruota del carro von Giovanni Veronesi zu sehen und wurde schließlich mit dem Premio Regia Televisiva als „Fernsehentdeckung des Jahres“ ausgezeichnet. An der Seite von Michelle Hunziker stieß sie Ende des Jahres zur Sendung Striscia la notizia auf Canale 5. Nach weiteren Fernsehauftritten war sie Gast beim Sanremo-Festival 2015 und in der Folge Komoderatorin des Festivals 2016 neben Carlo Conti, Gabriel Garko und Mădălina Diana Ghenea. 2019 war sie dort erneut Komoderatorin.

## Filmografie
- 2004: Ladri di barzellette
- 2004: Tisana Bum Bum (Fernsehserie)
- 2005: Romanzo criminale
- 2005: Il maresciallo Rocca (Fernsehserie, Episode Il male ritorna)
- 2007: Lillo e Greg – The Movie!
- 2008–2009: NormalMan (Fernsehserie)
- 2011: Faccio un salto all’Avana
- 2011: Cara, ti amo…
- 2012: Com’è bello far l’amore
- 2013: L’ultima ruota del carro
- 2014: Una donna per amica
- 2015: Pupazzo criminale (Fernsehserie)
- 2016: Dov’è Mario? (Fernsehserie, 1 Episode)
- 2018: Come quando fuori piove (Fernsehserie)

## Fernsehsendungen
- 2005: Bla Bla Bla (Rai 2)
- 2009: Mai dire Grande Fratello Show (Italia 1)
- 2009–2010: Victor Victoria (La7)
- 2010–2013: Quelli che il calcio (Rai 2)
- 2011: Fratelli e sorelle d’Italia (La7)
- 2012: Concerto del Primo Maggio (Rai 3)
- 2013: MTV Awards (MTV)
- 2013: Striscia la notizia (Canale 5)
- 2014: Giass (Canale 5)
- 2015–2016: Amici di Maria De Filippi (Canale 5)
- 2016: Sanremo-Festival (Rai 1)
- 2016: Stasera casa Mika (Rai 2)
- 2017: Facciamo che io ero (Rai 2)